# Ilounga Pata
Ilounga Isea Pata (Philipsburg, 12 november 2000) is een Sint Maartens-Nederlands voetballer die doorgaans speelt als rechtsback. In januari 2025 verruilde hij Sheriff Tiraspol voor CD Mafra. Pata maakte in 2022 zijn debuut in het Sint-Maartens voetbalelftal.

## Clubcarrière
Pata speelde in de jeugd van FC Zoetermeer en Alphense Boys. Toen hij zeventien jaar oud was, werd de verdediger opgenomen in de opleiding van ADO Den Haag, maar een jaar later keerde hij weer terug naar Alphense Boys. In juli 2019 kreeg hij een nieuwe kans bij een profclub; het Engelse Huddersfield Town pikte hem op bij de amateurclub en gaf hem de kans in de jeugd.
Na twee seizoenen verliep het contract van Pata en hij ging daarop op proef bij TOP Oss. Hij overtuigde die club om hem een contract te geven. Op 10 september 2021 maakte hij zijn profdebuut, tegen zijn oude club ADO. Die club kwam op voorsprong via Thomas Verheydt, waarna Rick Stuy van den Herik gelijkmaakte en Samy Bourard ADO weer op voorsprong zette. Kay Tejan en opnieuw Stuy van den Herik scoorden namens TOP, waarna Dhoraso Moreo Klas de uitslag bepaalde op 3–3. Pata moest van coach Bob Peeters op de reservebank beginnen en hij viel tien minuten voor tijd in voor Joshua Sanches. Pata kreeg meer speeltijd nadat concurrent Trevor David aankondigde te stoppen met profvoetbal. In januari 2022 verlengde hij zijn contract in Oss tot en met het seizoen 2023/24.
Toen zijn contract bij TOP Oss was afgelopen, vond Pata in Sheriff Tiraspol een nieuwe werkgever. Bij de Moldavische club tekende hij een contract voor twee seizoenen. Voor Sheriff speelde hij vier competitiewedstrijden in een half seizoen, waarna hij in de winterstop transfervrij mocht vertrekken naar CD Mafra.

## Clubstatistieken
| Seizoen | Club             | Competitie        | Competitie | Competitie | Beker | Beker | Internationaal | Internationaal | Totaal | Totaal |
| Seizoen | Club             | Competitie        | Wed.       | Dlp.       | Wed.  | Dlp.  | Wed.           | Dlp.           | Wed.   | Dlp.   |
| ------- | ---------------- | ----------------- | ---------- | ---------- | ----- | ----- | -------------- | -------------- | ------ | ------ |
| 2021/22 | TOP Oss          | Eerste divisie    | 30         | 1          | 1     | 0     | —              | —              | 31     | 1      |
| 2022/23 | TOP Oss          | Eerste divisie    | 24         | 1          | 0     | 0     | —              | —              | 24     | 1      |
| 2023/24 | TOP Oss          | Eerste divisie    | 38         | 0          | 1     | 0     | —              | —              | 39     | 0      |
| 2024/25 | Sheriff Tiraspol | Divizia Națională | 4          | 0          | 0     | 0     | 5              | 0              | 9      | 0      |
| 2024/25 | CD Mafra         | Liga Portugal 2   | 1          | 0          | 0     | 0     | —              | —              | 1      | 0      |
| Totaal  | Totaal           | Totaal            | 97         | 2          | 2     | 0     | 5              | 0              | 104    | 2      |

Bijgewerkt op 14 mei 2025.

## Interlandcarrière
Pata maakte op 3 juni 2022 zijn debuut in het Sint-Maartens voetbalelftal toen in een wedstrijd om de CONCACAF Nations League met 1–1 gelijkgespeeld werd tegen de Amerikaanse Maagdeneilanden. Namens dat land scoorde J.C. Mack, waarna Kay Gerritsen voor de gelijkmaker zorgde. Pata mocht van bondscoach Petrus de Jong in de basisopstelling beginnen en speelde het gehele duel mee. Op 15 oktober 2023, tijdens zijn achtste interland, kwam Pata voor het eerst tot scoren voor Sint-Maarten. In het kader van de CONCACAF Nations League 2023/24 zorgde hij voor het enige doelpunt tegen Saint Kitts en Nevis.
| Interlands van Ilounga Pata voor Sint Maarten | Interlands van Ilounga Pata voor Sint Maarten | Interlands van Ilounga Pata voor Sint Maarten | Interlands van Ilounga Pata voor Sint Maarten | Interlands van Ilounga Pata voor Sint Maarten | Interlands van Ilounga Pata voor Sint Maarten |
| №                                             | Datum                                         | Wedstrijd                                     | Uitslag                                       | Competitie                                    | Goals                                         |
| Als speler bij TOP Oss                        | Als speler bij TOP Oss                        | Als speler bij TOP Oss                        | Als speler bij TOP Oss                        | Als speler bij TOP Oss                        | Als speler bij TOP Oss                        |
| --------------------------------------------- | --------------------------------------------- | --------------------------------------------- | --------------------------------------------- | --------------------------------------------- | --------------------------------------------- |
| 1                                             | 3 juni 2022                                   | Sint Maarten – Amerikaanse Maagdeneilanden    | 1 – 1                                         | Nations League 2022/23                        |                                               |
| 2                                             | 6 juni 2022                                   | Bonaire – Sint Maarten                        | 2 – 2                                         | Nations League 2022/23                        |                                               |
| 3                                             | 11 juni 2022                                  | Sint Maarten – Turks- en Caicoseilanden       | 8 – 2                                         | Nations League 2022/23                        |                                               |
| 4                                             | 17 juni 2023                                  | Frans-Guyana – Sint Maarten                   | 4 – 1                                         | Gold Cup 2023 kwalificatie                    |                                               |
| 5                                             | 7 september 2023                              | Sint Maarten – Saint Lucia                    | 1 – 5                                         | Nations League 2023/24                        |                                               |
| 6                                             | 10 september 2023                             | Guadeloupe – Sint Maarten                     | 4 – 0                                         | Nations League 2023/24                        |                                               |
| 7                                             | 12 oktober 2023                               | Sint Maarten – Saint Kitts en Nevis           | 2 – 3                                         | Nations League 2023/24                        |                                               |
| 8                                             | 15 oktober 2023                               | Saint Kitts en Nevis – Sint Maarten           | 0 – 1                                         | Nations League 2023/24                        | 32'                                           |
| 9                                             | 4 juni 2024                                   | Sint Maarten – Bonaire                        | 3 – 1                                         | Vriendschappelijk                             |                                               |
| 10                                            | 6 september 2024                              | Sint Maarten – Aruba                          | 2 – 0                                         | Nations League 2024/25                        |                                               |
| 11                                            | 9 september 2024                              | Haïti – Sint Maarten                          | 6 – 0                                         | Nations League 2024/25                        |                                               |
| 12                                            | 11 oktober 2024                               | Sint Maarten – Puerto Rico                    | 3 – 2                                         | Nations League 2024/25                        |                                               |
| 13                                            | 14 oktober 2024                               | Puerto Rico – Sint Maarten                    | 2 – 1                                         | Nations League 2024/25                        |                                               |
| 14                                            | 15 november 2024                              | Sint Maarten – Haïti                          | 0 – 8                                         | Nations League 2024/25                        |                                               |
| 15                                            | 18 november 2024                              | Aruba – Sint Maarten                          | 0 – 1                                         | Nations League 2024/25                        |                                               |

Bijgewerkt op 14 mei 2025.